# Francesco Orazio della Penna
Francesco Orazio della Penna, nato Luzio Olivieri (Pennabilli, novembre 1680 – Patan (Nepal), 20 luglio 1745), è stato un missionario, traduttore ed esploratore italiano.

## Biografia
Nato a Pennabilli, Della Penna entrò nel monastero cappuccino di Pietrarubbia. Mentre era lì, un decreto della Sacra Congregazione di Propaganda Fide dichiarò l'istituzione di una missione cattolica "in direzione della sorgente del fiume Gange, verso il regno del Tibet". Della Penna era tra quelli selezionati e arrivò a Lhasa il 12 giugno 1707. Tornò a Roma dopo che i missionari senza un soldo e affamati decisero di riorganizzare i loro sforzi; tornò a Lhasa nel 1716. Della Penna studiò la lingua e la cultura tibetana nel monastero di Sera sotto un Lama. 
Durante il suo soggiorno, Della Penna iniziò a comporre un dizionario tibetano-italiano. Nel 1732, il dizionario comprendeva circa 33 000 parole. Ha anche tradotto alcune importanti opere tibetane. Tradusse inoltre in lingua tibetana la Dottrina Cristiana del Bellarmino e il Tesoro della dottrina Cristiana di Thurlot. Dal tibetano all'italiano, ha tradotto la Storia della vita e delle opere di Shakiatuba, restauratore del Lamaismo, Le tre strade che conducono alla perfezione, e Sulla trasmigrazione e preghiera a Dio. Durante il soggiorno di Della Penna fu costruita una stamperia tibetana.
Della Penna tornò a Roma nel 1736 per cercare aiuto e supporto. Lo ricevette il cardinale Luis Belluga Moncada e Della Penna arrivò a Lhasa il 6 gennaio 1741. 
Della Penna era molto apprezzato in Tibet tanto da essere soprannominato il "Lama dalla testa bianca"  e rispettato per il suo apprendimento e conoscenza della cultura e della lingua tibetane. Tuttavia, incontrò problemi imprevisti quando il settimo Dalai Lama, Kelsang Gyatso, gli concesse insieme ai suoi compagni missionari la libertà di culto e il proselitismo. Venti uomini e donne tibetani si convertirono al cristianesimo, si rifiutarono di accettare la benedizione del Dalai Lama e di prendere parte alle preghiere lamaistiche obbligatorie. Dopo un lungo processo il 22 maggio 1742, cinque tibetani cristiani furono frustati. A Della Penna fu data udienza con il Dalai Lama ma il destino della missione era ormai segnato. Partì per il Nepal nel 1745, ma morì a Patan il 20 luglio 1745.